# Stella (barrio de Nápoles)
Stella es uno de los barrios más antiguos de Nápoles, Italia. Limita al sur con los barrios de Avvocata y San Lorenzo, al oeste con Arenella, y al norte y este con San Carlo all'Arena. Incluye el famoso rione Sanità, Materdei y el Borgo dei Vergini.

## Etimología e historia
Todo el barrio recibe su nombre de la Iglesia de Santa Maria della Stella, llamada así por un icono mariano que representa a la Virgen con una estrella (stella en italiano) sobre la cabeza.

### Prehistoria y Edad Antigua
Aunque hasta hace pocos siglos el territorio del barrio no ha albergado asentamientos humanos, sabemos que ya en el III milenio a. C. se eligió esta zona como lugar de sepultura, habiéndose encontrado recientemente en la parte baja de la zona Materdei cavidades de esta época destinadas a acoger los cuerpos de los difuntos.
También en la época greco-romana la zona (fundamentalmente el valle de la Sanità) estaba destinada únicamente a lugar de sepultura. Ya en la época helénica se excavaron en el tufo cámaras sepulcrales e hipogeos, aumentando de número y extensión sobre todo con la llegada del cristianismo, cuando entre los siglos II y V d. C. surgen enormes complejos de catacumbas como los de San Gennaro y San Gaudioso.

### Edad Media y Edad Moderna

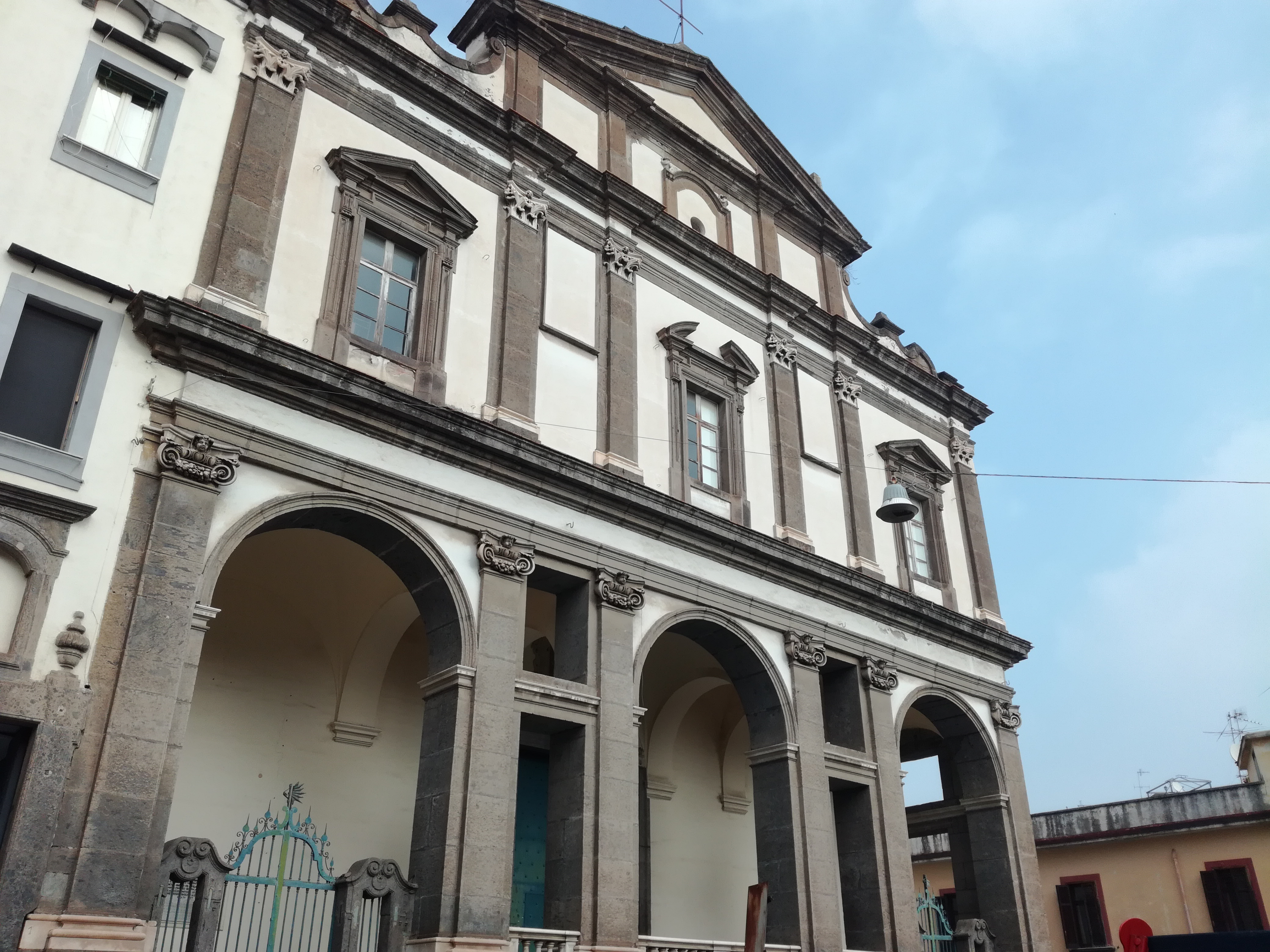
Santa Maria della Stella.

Con el final de la dominación romana hay una disminución relativa en la construcción de sepulcros y la zona se consideró extra moenia, es decir, fuera de la cinta de murallas, no tocada por la mano del hombre y llena de vegetación.
La urbanización del barrio empezó en el siglo XVI, cuando se construyó la Porta di Costantinopoli (que no se conserva, cerca del Museo Arqueológico Nacional) y posteriormente la Iglesia de Santa Maria della Stella, y se prestó mucha más atención a la colina que se elevaba desde el llamado largo delle pigne, la actual Piazza Cavour, que antiguamente era un recolector de agua de lluvia (las tristemente célebres lave o «lavas») que descendían de las laderas de la colina de la Stella y que provenían también del valle de la Sanità.
También en los siglos XVII y XVIII se desarrolla urbanísticamente cada vez más el Borgo dei Vergini, la parte terminal del valle de la Sanità, por la salubridad del lugar (de aquí el topónimo Sanità con el cual se designa el valle a partir de entonces) y también porque desde la Edad Media se difundió la creencia en curaciones milagrosas a causa de la presencia de las catacumbas cristianas. Se construyeron imponentes palacios nobiliarios, entre los cuales destacan el Palazzo Sanfelice y el Palazzo dello Spagnolo, ambos del siglo XVIII, e iglesias como Santa Maria della Sanità, del siglo XVII.
En el siglo XVII se reanuda la actividad sepulcral de la zona: después de la epidemia de peste del 1656, las grandes canteras de tufo de las Fontanelle, la parte más interior del valle, fueron utilizadas como un gran cementerio a cielo abierto. Posteriormente serán añadidos huesos provenientes de los camposantos de las iglesias y cuerpos de víctimas de otras epidemias, como el cólera de 1836.

### Los siglosXIXyXX

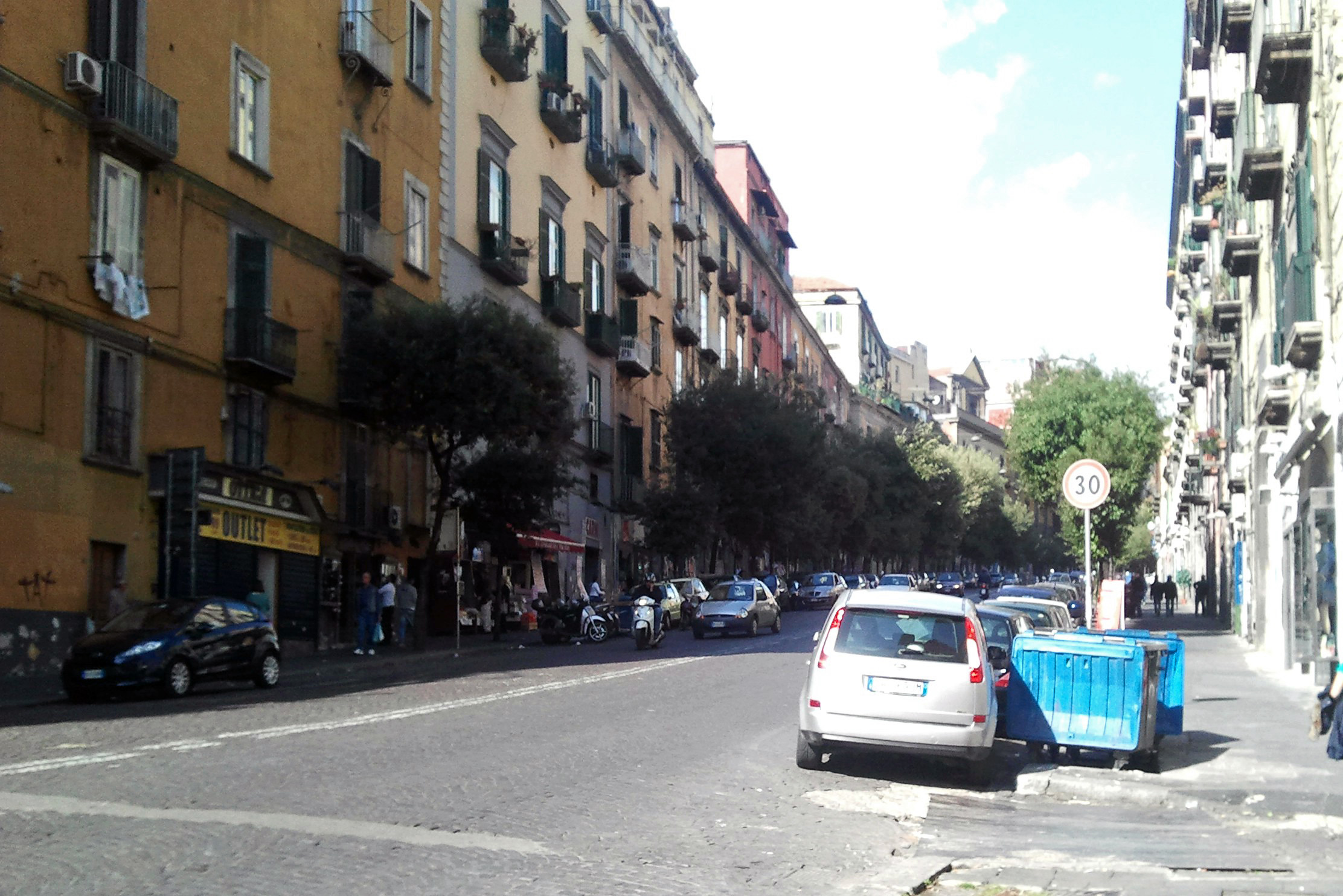
La nuova strada dei francesi: Via Santa Teresa degli Scalzi.

El siglo XIX empieza con una intervención fundamental por parte del nuevo Rey de Nápoles Joaquín Murat: para alcanzar el Palacio Real de Capodimonte, transformado en residencia del nuevo soberano, en 1809 se creó un eje viario rectilíneo que subía la escarpada colina de Santa Teresa y que atravesaba el valle de la Sanità mediante un puente, el famoso Ponte della Sanità, uno de los emblemas del barrio. Este eje viario se llamó Corso Napoleone en honor a Napoleón Bonaparte (actualmente el primer tramo se llama Via Santa Teresa degli Scalzi y el segundo Corso Amedeo di Savoia) y su construcción implicó una importante excavación de terreno para disminuir la pendiente de la cuesta, con la consiguiente reducción del nivel de la calle. Los edificios preexistentes, como el Palazzo Albertini y la Iglesia de Santa Teresa, pasaron a encontrarse a más altura respecto a la calle y esto se solucionó creando una nueva entrada más baja para el palacio y una imponente escalinata para la iglesia.
En septiembre de 1833 Giacomo Leopardi, invitado por Antonio Ranieri, se trasladó a Nápoles y en un primer momento se alojó en su casa situada en el Vico Pero 2. En esta casa, de vuelta de la Villa delle Ginestre de Torre del Greco, el poeta murió el 14 de junio de 1837. Actualmente es visible desde la Via Santa Teresa una placa que recuerda la casa en la que Leopardì vivió y murió.
Durante la Segunda Guerra Mundial el barrio fue uno de los brotes de la revuelta de los Cuatro Días de Nápoles. Son famosos dos episodios producidos en la Via Santa Teresa: la barricada improvisada realizada con un tranvía que fue hecho volcar y colocado transversalmente y el heroico sacrificio del scugnizzo Gennaro Capuozzo en el Istituto Maestre Pie Filippini. A esto se añade el intento por parte de los nazis de hacer volar el Ponte della Sanità, impedido por un puñado de partisanos entre los cuales estaba Maddalena Cerasuolo, a la cual ha sido dedicado recientemente el puente.

## Arquitectura y urbanismo

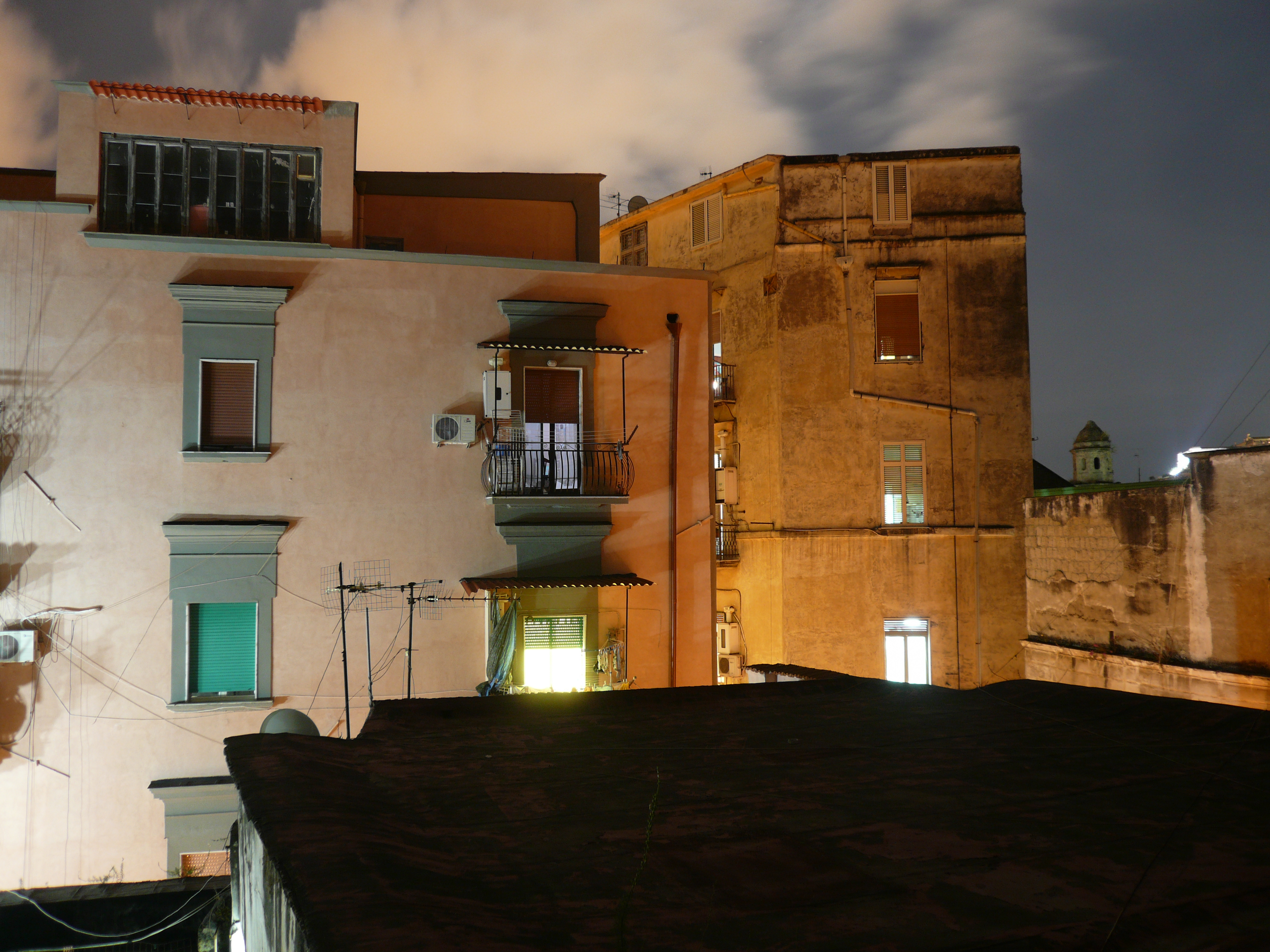
Edificios característicos del barrio.

Stella es uno de los barrios que forman parte del centro histórico y conserva todavía la arquitectura típica napolitana, así como la retícula de calles formada en su mayor parte por callejones y cuestas. Esta característica es todavía más intensa en el rione Sanità, un verdadero microcosmos que mantiene todavía la esencia original de Nápoles, con sus virtudes y sus defectos.
Sabemos que las pragmáticas virreinales impedían el desarrollo urbanístico de la ciudad fuera de las murallas, causando el crecimiento en altura de los edificios existentes en el centro. Solo los nobles y el clero podían construir libremente sus residencias y sus templos en las zonas montañosas que rodean la ciudad, teniendo las órdenes monásticas además otro privilegio porque tenían derecho a la expropiación de tierras y construcciones limítrofes a sus propiedades en caso de un proyecto de ampliación de estas últimas.

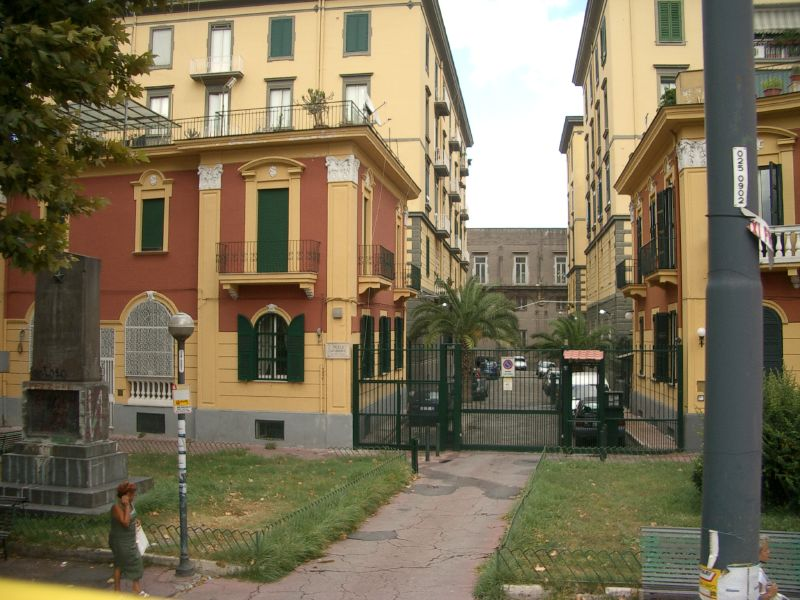
El Emiciclo di Capodimonte y el rione Ferrovieri.

El boom inmobiliario extra moenia empezó en 1718 con un edicto del virrey austriaco Wirich Philipp von Daun que permitió la libre edificación fuera de las murallas, eliminando además cualquier forma de privilegio de los cuales había disfrutado el clero hasta ese momento en el campo urbanístico. Hay que añadir que en esa época el imperio austriaco estaba en ruptura con el papa por cuestiones de alianzas.

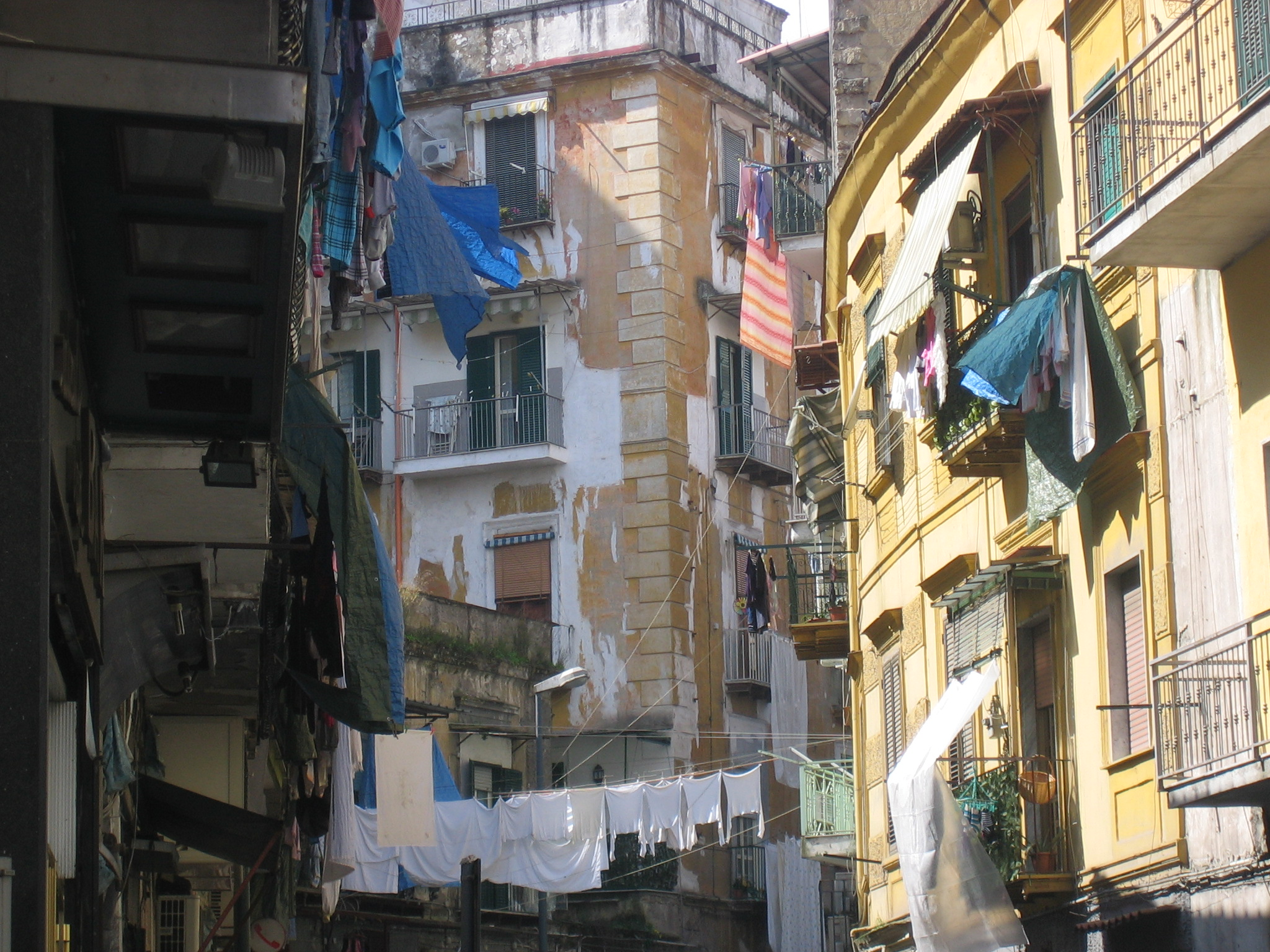
Imagen del Rione Sanità.

Hasta la liberalización austriaca, las parcelaciones del terreno fueron las dueñas indiscutibles de las colinas; los únicos núcleos residenciales estaban constituidos por las iglesias y los monasterios anexos que había en la zona desde el siglo XVI, como el de la Stella o el de los Agostiniani, pero también en la zona de la actual Salita San Raffaele, donde la cantidad de edificios religiosos (incluidos los construidos después de esta época) es notable. El mismo discurso vale para algunos palacios nobiliarios, como el que en el futuro sería el del príncipe de Sannicandro, pero también palacios de nobles acaudalados y propiedad de hermandades religiosas.

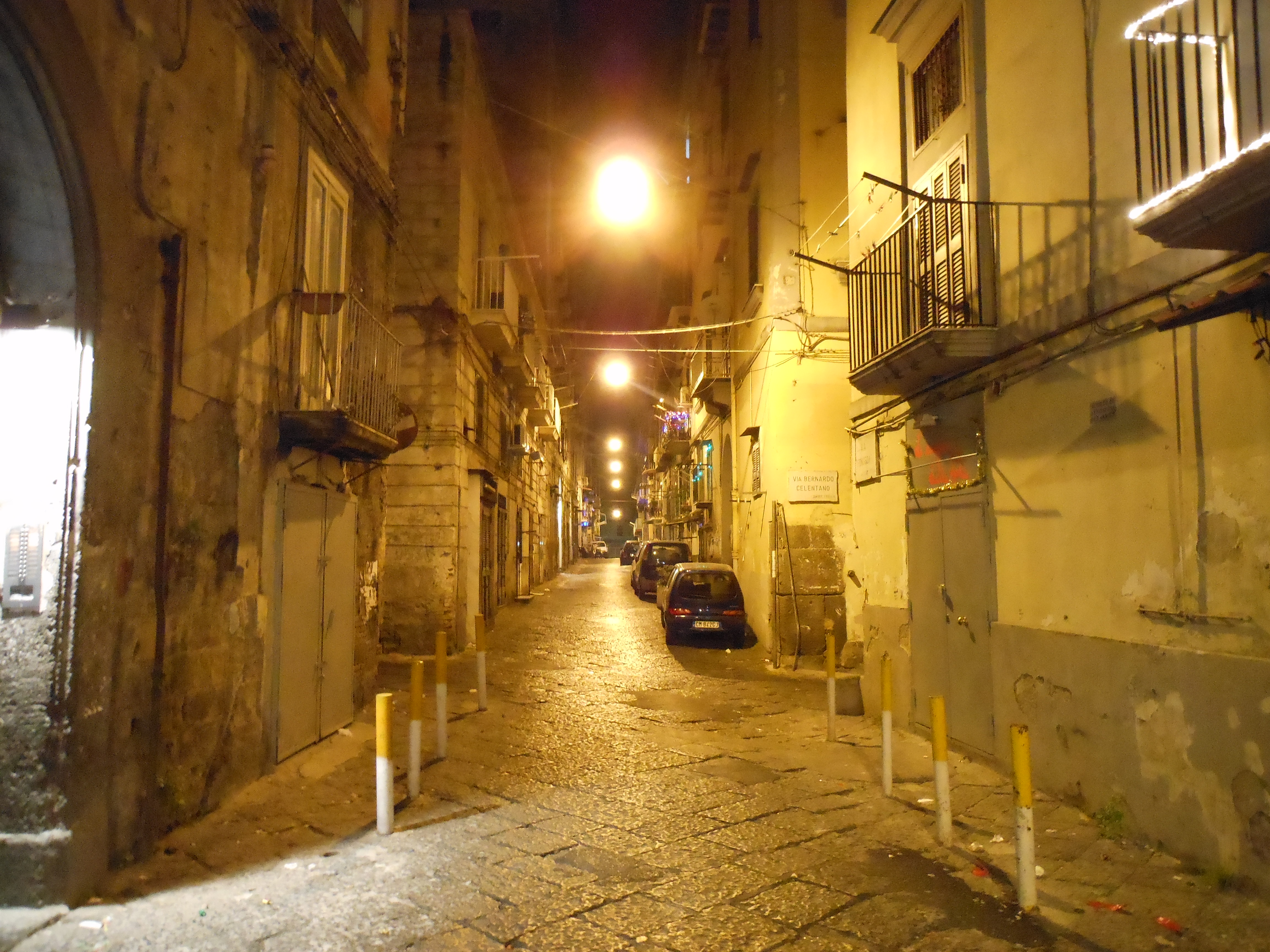
Via Fonseca.

La zona de Fonseca, a espaldas de la Via Santa Teresa, es la más edificada en el siglo XVII y en buena parte en el siglo XVIII, principalmente por familias nobles que no soportaban el caos del centro histórico, instalando aquí sus agradables residencias de vacaciones. Ya el nombre de esta zona subraya su carácter nobiliario, siendo territorios propiedad antiguamente de Ugo Fonseca.
Hoy son pocos los testimonios de esta época, ya sea por reconstrucciones totalmente inadecuadas al contexto o por los bombardeos de la Segunda Guerra Mundial. La arquitectura del siglo XIX es visible a lo largo de toda la Via Santa Teresa, pero también en la parte septentrional de Fonseca, anteriormente ocupada por huertos y jardines a menudo de propiedad eclesiástica. En Materdei, Vergini y el rione Sanità se encuentra una arquitectura palacial de marcado sello del siglo XVIII que lentamente saturó los espacios todavía presentes. Ciertamente no faltan excepciones precedentes que fueron reconstruidas según el gusto barroco de la época. Muchos palacios, como el de los Traetto ai Cristallini o de los Medici a Materdei, perdieron su peculiaridad arquitectónica original.

## Transporte y viabilidad
Por su céntrica situación, el barrio es fácilmente alcanzable desde cualquier parte de la ciudad, gracias también a la aportación de la salida Capodimonte de la Tangenziale de Nápoles, situada en la calle homónima, poco después de la Basílica del Buon Consiglio.
Las calles y plazas principales del barrio son la Via Santa Teresa degli Scalzi, el Corso Amedeo di Savoia, la Via Capodimonte, la Piazza Cavour y el Tondo di Capodimonte. No faltan las calles más pequeñas, pero igualmente importantes como la Via Stella, la Via Materdei, la Via Sanità, la Discesa Sanità (esta última es la llamada imbrecciatella), la Via Vergini, la Via Fonseca, la Salita Capodimonte y la Via Santa Maria Antesaecula.
En cuanto al transporte público, pasando por Santa Teresa y Capodimonte permiten un fácil acceso a las principales zonas del barrio las líneas de autobús ANM:
- R4 Ospedale Antonio Cardarelli – Via Agostino Depretis
- 168 Frullone – Palacio Real de Capodimonte - Via Broggia (Museo Arqueológico Nacional) – Piazza Dante
- 178 Piscinola – Via Broggia
- C63 Ponti Rossi – Via Pessina - Piazza Dante

El Rione Sanità se puede alcanzar gracias a las líneas ANM:
- C51 Piazza Cavour – Ospedale San Gennaro
- C52 Piazza Cavour – Cimitero delle Fontanelle

También el transporte ferroviario garantiza la conexión del barrio con el resto de la ciudad: el barrio es alcanzable gracias a las estaciones Museo de la línea 1 y Piazza Cavour de la línea 2 del Metro de Nápoles. Aunque se sitúa en el barrio de Avvocata, también la estación Materdei permite llegar a Stella y la parte baja del barrio homónimo, que entra de nuevo en el territorio de Stella. Además, esta estación es la más cercana al Cimitero delle Fontanelle.

## Monumentos y lugares de interés
En la Via Santa Teresa degli Scalzi, rectificada y llamada Corso Napoleone por José I Bonaparte para hacer fácil el acceso al Palacio Real de Capodimonte, fue edificada por Giovanni Giacomo Conforto (1602-1612) la iglesia homónima, junto con el convento de los carmelitas descalzos.
El Borgo dei Vergini parecía ya a los historiadores del siglo XVII una verdadera ciudad, una «ciudad de pueblos» que hasta 1718 se había desarrollado autónomamente, alternando a la arquitectura popular espontánea las construcciones nobiliarias y religiosas. Siguiendo un itinerario cómodo, proveniendo de la Porta San Gennaro, desde la Piazza Cavour se llega a la Piazzetta Stella. La iglesia fue construida para proporcionar un mejor alojamiento a una imagen de la Madonna della Stella, antes colocada en una pequeña capilla junto a la puerta.
Al lado de la iglesia está el antiguo convento, actualmente cuartel Podgora. A la Piazza Cavour, antiguo largo delle Pigne, da una amplia manzana de forma irregular, en la cual destacan la Iglesia del Rosariello alle Pigne y el antiguo convento anexo. El edificio, fundado en 1630, sufrió modificaciones e intervenciones en 1775 y 1880. Continuando por la Via Fuori Porta San Gennaro, se encuentra la Iglesia de Santa Maria della Misericordia ai Vergini. Con una sola nave muy alargada, fue construida a principios del siglo XVII en lugar de una construcción del siglo XVI, sepultada por una inundación. En posición prominente en el rione dei Vergini-Sanità, la manzana que da a la plaza, que fue durante siglos el único acceso a los cementerios extra-moenia, contiene algunas de las obras arquitectónicas más significativas del barrio, como la Iglesia de Santa Maria Succurre Miseris ai Vergini, de planta central y forma rectangular, compuesta por dos iglesias superpuestas, la primera de formas góticas y la segunda de principios del siglo XVIII.
En la misma Via Vergini, en el número 10, se sitúa el Palazzo dello Spagnolo, de Ferdinando Sanfelice. En el lado noreste se encuentran la Iglesia de Santa Maria dei Vergini de Luigi Vanvitelli, con el complejo de los Padri della Missione, construida a principios del siglo XVII. Llegando a la Via San Severo, al final del eje central de la Via Antesaecula, se encuentra la Iglesia de San Severo fuori le mura, obra de Dionisio Lazzari, de planta rectangular, y posteriormente el Palazzo Sanfelice, en la Via Arena della Sanità, de Ferdinando Sanfelice. Continuando, se llega a la Piazza di Santa Maria della Sanità, obtenida con la demolición de algunos palacios, dominada por la iglesia homónima.
A lo largo del valle de las Fontanelle, en el número 154 está la Iglesia de la Immacolata y San Vincenzo. Pasado el Ponte della Sanità, a la derecha, por la Via San Vincenzo, se procede hacia San Gennaro extra moenia. La construcción primitiva, del siglo V, fue sustituida en el siglo XIV cuando los restos del santo volvieron triunfalmente a Nápoles. Continuando por las Fontanelle se llega a la cantera sobre la cual se construyó la Iglesia de Santa Maria del Carmine. El osario es una amplia cueva de tufo, adaptada a cementerio, para custodiar los restos de las víctimas de la epidemia del cólera del 1836, junto con otros esqueletos encontrados en otros lugares de la ciudad (Via Toledo, cimientos del Castel Nuovo...).

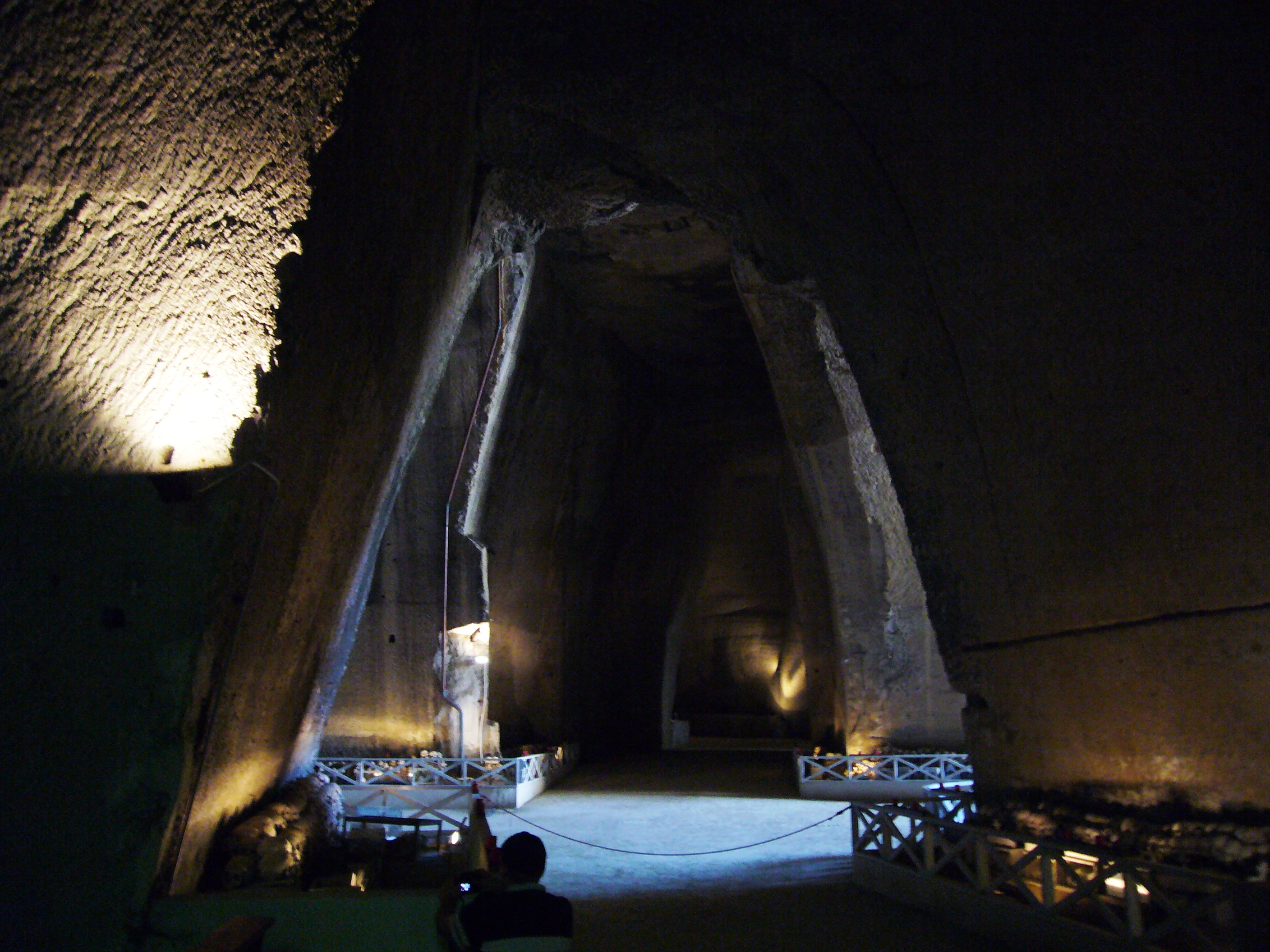
El Cimitero delle Fontanelle.

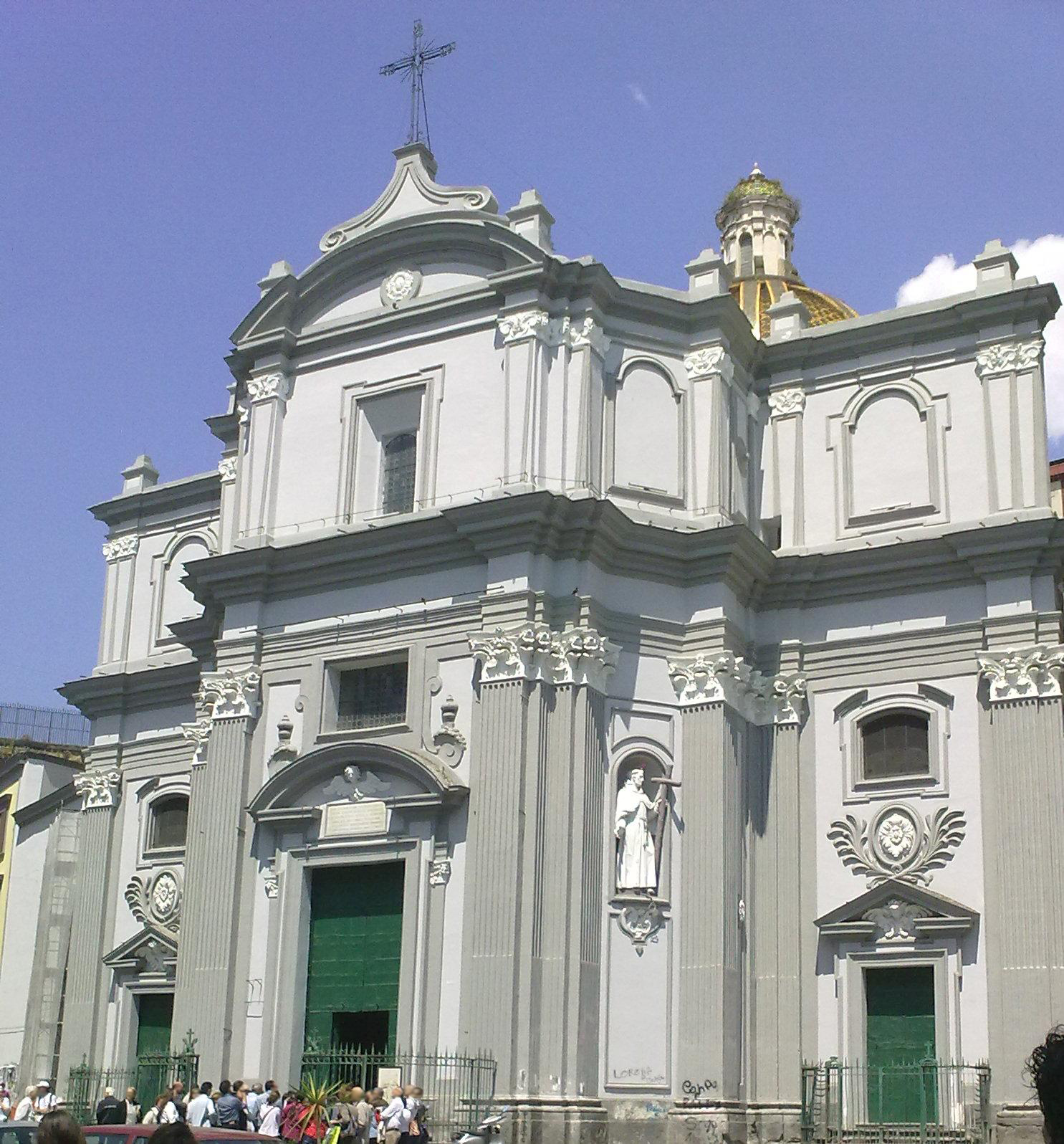
La Basílica de Santa Maria della Sanità.

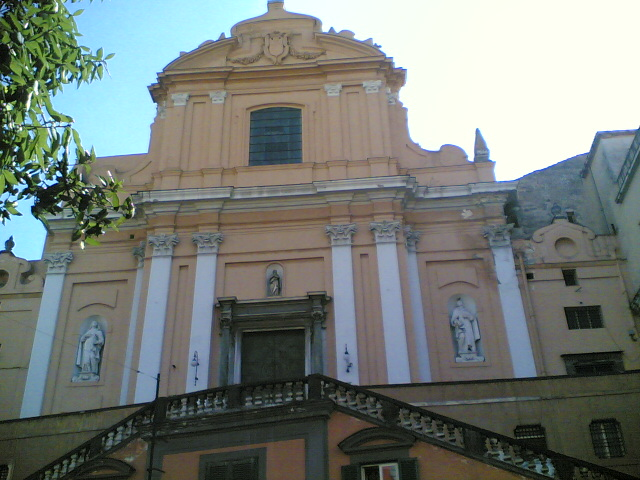
La fachada de Santa Teresa degli Scalzi.

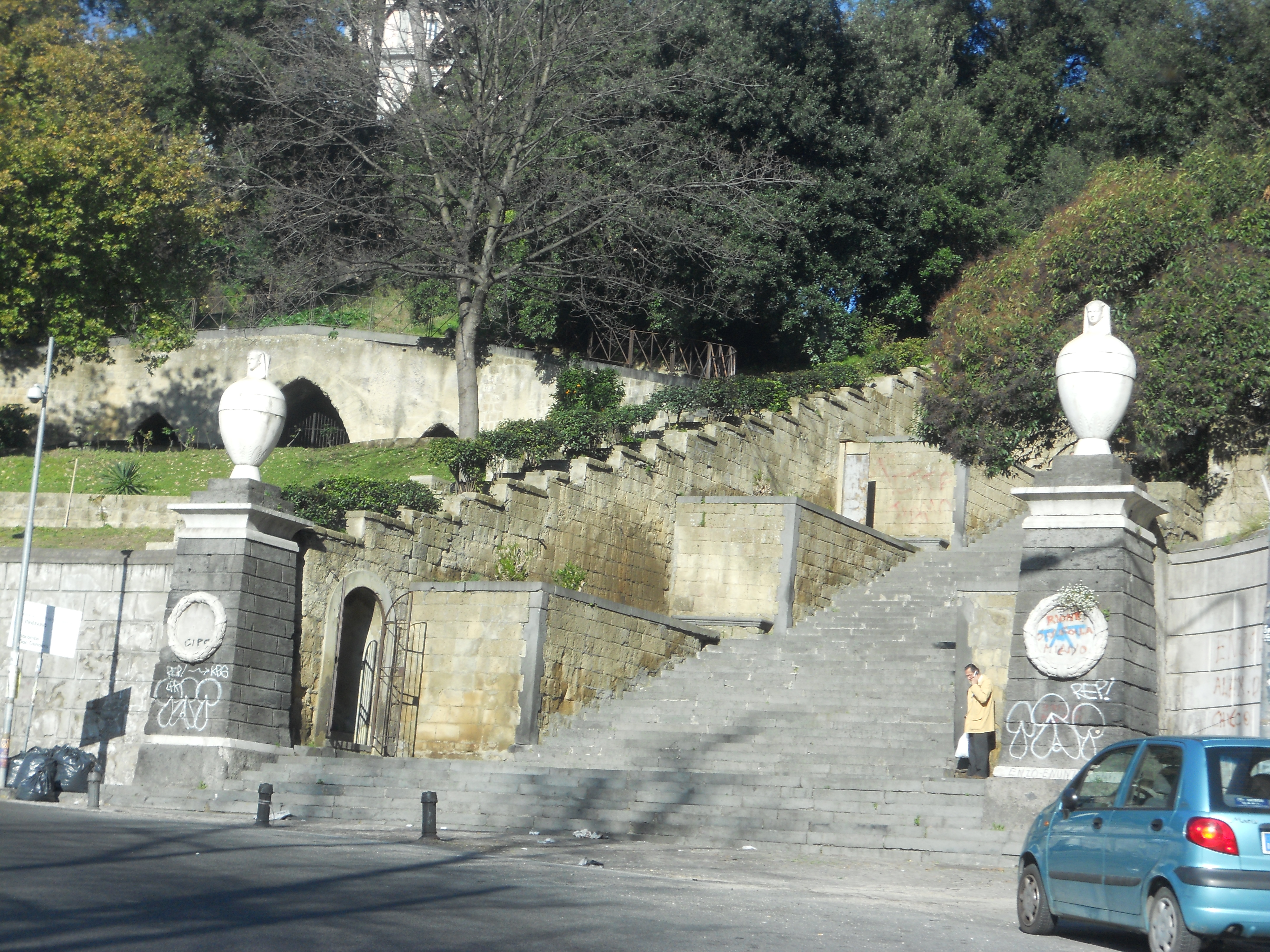
Gradini Capodimonte.

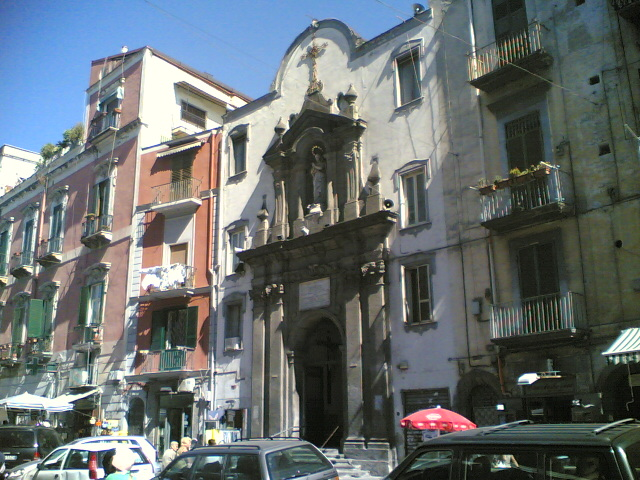
Santa Maria dei Vergini.

### Palacios
- Ospedale di San Gennaro dei Poveri
- Palazzo Albertini di Cimitile
- Palazzo del Duca di Nocera (actual Istituto Paolo Colosimo)
- Palazzo del Principe di Sannicandro
- Palazzo dello Spagnolo
- Palazzo di Majo
- Palazzo Mellucci
- Palazzo Sanfelice

### Iglesias y complejos religiosos
- Basílica dell'Incoronata Madre del Buon Consiglio
- Basílica di San Gennaro fuori le mura
- Iglesia de Santa Maria Antesaecula
- Iglesia de Santa Maria della Sanità
- Iglesia de Santa Maria della Vita
- Iglesia de la Immacolata y San Vincenzo
- Iglesia de Santa Maria del Soccorso
- Iglesia de Santa Maria della Stella
- Iglesia de la Santissima Annunziata a Fonseca
- Iglesia de los Santos Bernardo y Margherita a Fonseca
- Iglesia de Santa Maria della Verità
- Iglesia de Santa Maria del Rosario alle Pigne
- Iglesia de Sant'Aspreno ai Crociferi
- Iglesia de Santa Maria della Misericordia ai Vergini
- Iglesia de Santa Maria dei Vergini
- Iglesia de la Missione ai Vergini
- Iglesia de Santa Maria Succurre Miseris ai Vergini
- Iglesia de San Severo fuori le mura (o San Severo alla Sanità)
- Complesso dei Cinesi

### Catacumbas y cementerios
- Tumbas eneolíticas de Materdei (III milenio a. C.)
- Hipogeos griegos (en el Rione Sanità, siglos IV-III a. C.)
- Necrópolis griega de la Via Santa Teresa degli Scalzi (siglo IV a. C.)
- Catacumbas de San Gennaro (siglo II)
- Catacumbas de San Severo (finales del siglo IV)
- Catacumbas de San Gaudioso (siglo V)
- Catacumbas de San Vito (siglo II, debajo del antiguo Ospedale San Camillo instalado en el interior del Convento de Santa Maria della Vita, de ubicación incierta)
- Catacumba de Sant'Eufemia (cerca del Vicolo dei Lammatari, de datación incierta)
- Catacumba de San Fortunato (cerca del Vicolo dei Lammatari, de datación incierta)
- Cimitero delle Fontanelle (usado como tal del siglo XVII al XIX)

## Personajes ilustres
Totò
Alma del rione Sanità, el principe della risata nació en el 109 de la Via Santa Maria Antesaecula. Siempre unido con sus orígenes, su hija Liliana contó que su padre dejaba por la noche, acompañado por el conductor, dinero bajo las puertas de las familias más necesitadas de su barrio.
Bernardo Celentano
Importante pintor del siglo XIX, nació en la Via Santa Teresa degli Scalzi, en el edificio del número 12, en el cual hay una placa que recuerda este hecho. La placa fue colocada en 1891 con ocasión del vigésimoctavo aniversario de su muerte. El barrio lo recuerda con una calle situada en el centro de la zona de Fonseca llamada anteriormente Vico Penninata a Fonseca.
Maddalena Cerasuolo
La extraordinaria Lenuccia, hija de la Stella, salvó el Ponte della Sanità de la destrucción por las minas nazis durante los Cuatro Días de Nápoles.
Giacomo Leopardi
Como ya se ha dicho, el poeta murió en una casa en el Vico Pero, en el número 2, en la zona de Fonseca, a espaldas de Santa Teresa.
Libero Bovio
El autor de Reginella se alojó durante un cierto período de tiempo en una casa de la Via Antonio Villari, antiguamente llamada Vico Tagliaferri y todavía hoy conocida entre la población del barrio como O canalone debido a su recorrido largo y estrecho y por el desnivel que presenta con la zona de Fonseca, donde la calle tiene su inicio, para terminar posteriormente en la Piazza Cavour.
Tina Pica
La gran actriz vivió durante gran parte de su vida en un edificio en el número 118 de la Via Santa Teresa, antes de trasladarse a la casa de su nieto en el Vomero.
Marino Turchi
Famoso higienista del siglo XIX, construyó en el Corso Amedeo di Savoia, pasado el Ponte della Sanità, el Complesso La Filantropica, llamado así porque Turchi era el presidente de la Società Filantropica Napoletana y construyó el edificio a sus expensas. El complejo, de forma semicircular, está considerado el primer edificio de viviendas económicas de Nápoles.
Gioacchino Luigi Mellucci
Fue un profesor de matemáticas y física y un excelente ingeniero, cuyas innovaciones técnicas, especialmente con respecto al uso del hormigón armado, permitieron resolver de una manera válida estéticamente algunos problemas estructurales de difícil solución y fue autor además de grandes obras arquitectónicas como el Funicolare Centrale, el Teatro Augusteo y las Termas de Agnano. El ingeniero Mellucci vivió su infancia en la casa familiar del número 45 de la Via Stella.
Andrea Angiulli
Andrea Angiulli fue un eminente pedagogo pullés del siglo XIX que fue profesor en la Universidad de Nápoles Federico II y asesor de educación del Ayuntamiento de Nápoles. A pesar de que se indica Roma como ciudad en la que murió, en la Via Santa Teresa degli Scalzi 148D hay una placa en el apartamento en el que expiró.
Giuseppe Pisanelli
Giuseppe Pisanelli, opositor de los Borbones, fue ministro de Gracia y Justicia primero durante la dictadura de Garibaldi tras la conquista del Sur de Italia y posteriormente en el Reino de Italia durante dos mandatos, desde el 1862 hasta el 1864. Murió en el mismo edificio en el que nació Bernardo Celentano, en la Via Santa Teresa.